# Geometria molecular

Geometria de la molècula d'aigua

La geometria molecular o estructura molecular és la disposició tridimensional dels àtoms que formen una molècula. L'estructura de la molècula determina moltes de les seves propietats, com la reactivitat química, la polaritat, color, magnetisme activitat biològica o la fase. Les geometries moleculars es determinen millor a temperatures pròximes al zero absolut perquè a temperatures més altes les molècules presentaran un moviment rotacional considerable. En l'estat sòlid la geometria molecular pot ser mesurada per difracció de raigs X. Les geometries es poden calcular per procediments mecànico-quàntics ab initio o per mètodes semi-empírics de modelat molecular. Les molècules grosses sovint existeixen en múltiples conformacions estables que difereixen en la seva geometria molecular i estan separades per barreres altes en la superfície d'energia potencial. La posició de cadascun dels àtoms es determina per la naturalesa dels enllaços químics amb els quals es connecta als seus àtoms veïns. La geometria molecular pot descriure's per les posicions d'aquesta àtoms en l'espai, mencionant la longitud d'enllaç de dos àtoms units, angle d'enllaç de tres àtoms connectats i angle de torsió de tres enllaços consecutius. Donat que el moviment dels àtoms en una molècula està determinat per la mecànica quàntica, un ha de definir el "moviment" d'una manera quàntica.

## Tipus d'estructura molecular
| Parells de Electrons compartits | Parells de Electrons solitaris | Distribució          | Geometria                        | Angles d'Enllaç ideal | Exemple      | Imatge                      |
| ------------------------------- | ------------------------------ | -------------------- | -------------------------------- | --------------------- | ------------ | --------------------------- |
| 2                               | 0                              | Lineal               | Lineal                           | 180o                  | BeCl₂        | Lineal                      |
| 3                               | 0                              | Plana trigonal       | Plana triangular                 | 120o                  | BF₃          | Plana trigonal              |
| 2                               | 1                              | Plana trigonal       | Angular                          | 120o                  | SO₂          | Plana trigonal-Angular      |
| 4                               | 0                              | Tetraèdrica          | Tetraèdrica                      | 109,47o (cos-1 (1/3)) | CH₄          | Tetraèdrica                 |
| 3                               | 1                              | Tetraèdrica          | Piramidal trigonal               | 109,47o (cos-1 (1/3)) | NH₃ (107,5°) | Piramidal trigonal          |
| 2                               | 2                              | Tetraédrica          | Angular                          | 109,47o (cos-1 (1/3)) | H₂O (104,5°) | Angular                     |
| 5                               | 0                              | Bipiramidal trigonal | Bipiramidal trigonal             | 90o, 120o             | PCl₅         | Bipiramidal trigonal        |
| 4                               | 1                              | Bipiramidal trigonal | Tetraédrica Irregular (Balancín) | 90o, 120o             | SF₄          | Tetraédrica Irregular       |
| 3                               | 2                              | Bipiramidal trigonal | Forma de T                       | 90o                   | ClF₃         | Forma de T                  |
| 2                               | 3                              | Bipiramidal trigonal | Lineal                           | 180o                  | XeF₂         | Bipiramidal trigonal lineal |
| 6                               | 0                              | Octaèdrica           | Octaèdrica                       | 90o                   | SF₆          | Octaèdrica                  |
| 5                               | 1                              | Octaèdrica           | Piramidal quadrangular           | 90o                   | BrF₅         | Piramidal quadrangular      |
| 4                               | 2                              | Octaèdrica           | Plana quadrada                   | 90o                   | XeF₄         | Plana quadrada              |